# 日本放送協会放送局の一覧
日本放送協会放送局の一覧（にっぽんほうそうきょうかいほうそうきょくのいちらん）は、日本放送協会（NHK）が日本国内の各地に設けている放送局の一覧である。東京都を管轄する首都圏局を1放送局として含めて54放送局が存在する。

## 凡例
- 太字は各地方の拠点となる放送局。関東甲信越以外は2019年6月14日の組織改正で「拠点放送局」と改称された[1][2]。関東甲信越に関しては、拠点放送局の役割を果たす「首都圏局」が2020年8月3日の組織改正で新設された[2][3]。なお、2022年4月1日に7拠点放送局の名称について、再度「放送局」に戻すことになった。NHKはこれらの放送局の位置づけや役割などは同日以降も変更はないとしている[4]。
- （市区名）：放送局がある市または区の場所。なお、同一道県内に複数の放送局が存在する場合、その管轄エリアを別に示した[注 1]。
- 2015年度に職制改正が行われた際、報道室・通信部が廃され、これらが支局に統合された。本項では、そのうち1988年に放送局からの降格で誕生した支局についても記載する。

## 北海道
北海道は「1道1ブロック」という特殊な環境にあるため、他地域とは異なる独自の改革が行われてきた。
2015年に道内の受信料営業が札幌局営業推進部に統合され、下部組織として函館（北海道南）・旭川（北海道北）・帯広（北海道東）の各局と札幌市内（北海道中央）に営業センターが置かれ、放送局のエリアに関係なく道内を4つに分けて営業に関する業務を行っていた。
しかし令和に入り各放送局の「部制」が「センター制」に改められたことで更に見直され、最終的に2023年4月1日付で
- 道内の放送局を他地域とは異なる「3段階制」にする（全局札幌局の管理下とするが後発3局は先発局からも管理される）
- 札幌局の組織を「経営管理センター」「メディアセンター」の2センター制とし、各局で管理部門以外を全部「メディアセンター」に集約。これに伴い「営業センター」は廃止の上併設局に再移管も、「道内各局=メディアセンター」状態となる[5]

という体制に落ち着いた。後発3局は「番組編成」「アナウンス」「受信料営業」の業務を先発局に移管しているが、その他の業務は引き続き行い、先発局と連携して対応する。
| 放送局名      | 放送局名      | 放送局名      | 所在市区     | 営業以外の業務の管轄区域                                                                         | 総合系統の 呼出符号 | 教育系統の 呼出符号 |
| ------------- | ------------- | ------------- | ------------ | ------------------------------------------------------------------------------------------------ | ------------------- | ------------------- |
| NHK札幌放送局 | NHK札幌放送局 | NHK札幌放送局 | 札幌市中央区 | 石狩振興局、後志総合振興局、空知総合振興局中南部 （一部業務は室蘭局エリアも含む）                | JOIK                | JOIB                |
| ┣━            | ┣━            | NHK室蘭放送局 | 室蘭市       | 胆振総合振興局、日高振興局                                                                       | JOIQ                | JOIZ                |
| ┣             | NHK函館放送局 | NHK函館放送局 | 函館市       | 渡島総合振興局、檜山振興局                                                                       | JOVK                | JOVB                |
| ┣             | NHK旭川放送局 | NHK旭川放送局 | 旭川市       | 上川総合振興局、留萌振興局、宗谷総合振興局、 空知総合振興局北部 （一部業務は北見局エリアも含む） | JOCG                | JOCC                |
| ┃             | ┗             | NHK北見放送局 | 北見市       | オホーツク総合振興局                                                                             | JOKP                | JOKD                |
| ┣━            |               | NHK北見放送局 | 北見市       | オホーツク総合振興局                                                                             | JOKP                | JOKD                |
| ┣             | NHK帯広放送局 | NHK帯広放送局 | 帯広市       | 十勝総合振興局 （一部業務は釧路局エリアも含む）                                                  | JOOG                | JOOC                |
| ┃             | ┗             | NHK釧路放送局 | 釧路市       | 釧路総合振興局、根室振興局                                                                       | JOPG                | JOPC                |
| ┗━            |               | NHK釧路放送局 | 釧路市       | 釧路総合振興局、根室振興局                                                                       | JOPG                | JOPC                |

## 東北
拠点局の仙台局は、「経営管理センター」、「コンテンツセンター」、「視聴者リレーションセンター」の3センター制となっている。また、仙台局を除く地方局は、「経営管理企画センター」「コンテンツセンター」の2センター制となっている。
| 県     | 放送局・支局名 | 放送局・支局名 | 所在市区     | 管轄区域・業務                                | 総合系統の 呼出符号 | 教育系統の 呼出符号 |
| ------ | -------------- | -------------- | ------------ | --------------------------------------------- | ------------------- | ------------------- |
| 宮城県 | NHK仙台放送局  | NHK仙台放送局  | 仙台市青葉区 | 宮城県全域                                    | JOHK                | JOHB                |
| 秋田県 | NHK秋田放送局  | NHK秋田放送局  | 秋田市       | 秋田県全域                                    | JOUK                | JOUB                |
| 山形県 | NHK山形放送局  | NHK山形放送局  | 山形市       | 村山地方、最上地方及び置賜地方 （営業は全県） | JOJG                | JOJC                |
| 山形県 |                | NHK鶴岡支局    | 鶴岡市       | 庄内地方の報道                                |                     |                     |
| 岩手県 | NHK盛岡放送局  | NHK盛岡放送局  | 盛岡市       | 岩手県全域                                    | JOQG                | JOQC                |
| 福島県 | NHK福島放送局  | NHK福島放送局  | 福島市       | 中通り県北 （営業は全県）                     | JOFP                | JOFD                |
| 福島県 |                | NHK郡山支局    | 郡山市       | 中通り県中・県南、会津地区の報道              |                     |                     |
| 福島県 |                | NHKいわき支局  | いわき市     | 浜通りの報道                                  |                     |                     |
| 青森県 | NHK青森放送局  | NHK青森放送局  | 青森市       | 東青津軽、下北 （営業は全県）                 | JOTG                | JOTC                |
| 青森県 |                | NHK弘前支局    | 弘前市       | 中南津軽地区、北五津軽地区、西津軽地区の報道  |                     |                     |
| 青森県 |                | NHK八戸支局    | 八戸市       | 三八上北地区の報道                            |                     |                     |

## 関東・甲信越
関東・甲信越に関しては本部の複数部局で管理する方法が長年行われていたが、地域サービス充実を目的に拠点放送局の機能を持つ「首都圏局」を2020年8月に設置した。当初は管理部門と報道・番組制作の現業部門だけであったが、後に受信料営業部門も移されている。
拠点局の首都圏局は、「経営管理センター」、「コンテンツセンター」、「視聴者リレーションセンター」の3センター制となっている。また、首都圏局を除く地方局は、「経営管理企画センター」「コンテンツセンター」の2センター制となっている。但し首都圏局に関しては他の拠点局と多少事情が異なり、「経営管理センター」は首都圏管内の放送局管理のみ、「視聴者リレーションセンター」は受信料関係の対視聴者業務のみ、「コンテンツセンター」は送受信技術業務、アナウンス室を含まない。除外分野は従前どおり本部レベルで対応する。
| 都県     | 放送局・支局名    | 放送局・支局名    | 所在市区         | 管轄区域・業務          | 総合系統の 呼出符号 | 教育系統の 呼出符号 |
| -------- | ----------------- | ----------------- | ---------------- | ----------------------- | ------------------- | ------------------- |
| 東京都   | NHK首都圏局       | NHK首都圏局       | 渋谷区           | 東京都全域              | JOAK                | JOAB                |
| 長野県   | NHK長野放送局     | NHK長野放送局     | 長野市           | 北信地方 （営業は全県） | JONK                | JONB                |
| 長野県   |                   | NHK松本支局       | 松本市           | 中南信地方の報道        |                     |                     |
| 新潟県   | NHK新潟放送局     | NHK新潟放送局     | 新潟市中央区     | 新潟県全域              | JOQK                | JOQB                |
| 山梨県   | NHK甲府放送局     | NHK甲府放送局     | 甲府市           | 山梨県全域              | JOKG                | JOKC                |
| 神奈川県 | NHK横浜放送局     | NHK横浜放送局     | 横浜市中区       | 神奈川県全域            | JOGP                |                     |
| 群馬県   | NHK前橋放送局     | NHK前橋放送局     | 前橋市           | 群馬県全域              | JOTP                |                     |
| 茨城県   | NHK水戸放送局     | NHK水戸放送局     | 水戸市           | 茨城県全域              | JOEP                |                     |
| 千葉県   | NHK千葉放送局     | NHK千葉放送局     | 千葉市中央区     | 千葉県全域              | JOMP                |                     |
| 栃木県   | NHK宇都宮放送局   | NHK宇都宮放送局   | 宇都宮市         | 栃木県全域              | JOBP                |                     |
| 埼玉県   | NHKさいたま放送局 | NHKさいたま放送局 | さいたま市浦和区 | 埼玉県全域              | JOLP                |                     |

## 中部（東海・北陸）
拠点局の名古屋局は、「経営管理センター」、「コンテンツセンター」、「視聴者リレーションセンター」の3センター制となっている。また、名古屋局を除く地方局は、「経営管理企画センター」「コンテンツセンター」の2センター制となっている。
| 県     | 放送局・支局名  | 放送局・支局名  | 所在市区     | 管轄区域・業務                      | 総合系統の 呼出符号 | 教育系統の 呼出符号 |
| ------ | --------------- | --------------- | ------------ | ----------------------------------- | ------------------- | ------------------- |
| 愛知県 | NHK名古屋放送局 | NHK名古屋放送局 | 名古屋市東区 | 西部 （営業は全県）                 | JOCK                | JOCB                |
| 愛知県 |                 | NHK豊橋支局     | 豊橋市       | 東部 の報道                         |                     |                     |
| 石川県 | NHK金沢放送局   | NHK金沢放送局   | 金沢市       | 石川県全域                          | JOJK                | JOJB                |
| 静岡県 | NHK静岡放送局   | NHK静岡放送局   | 静岡市駿河区 | 中部、東部、伊豆地方 （営業は全県） | JOPK                | JOPB                |
| 静岡県 |                 | NHK浜松支局     | 浜松市中央区 | 西部 の報道                         |                     |                     |
| 福井県 | NHK福井放送局   | NHK福井放送局   | 福井市       | 福井県全域                          | JOFG                | JOFC                |
| 富山県 | NHK富山放送局   | NHK富山放送局   | 富山市       | 富山県全域                          | JOIG                | JOIC                |
| 三重県 | NHK津放送局     | NHK津放送局     | 津市         | 三重県全域                          | JONP                |                     |
| 岐阜県 | NHK岐阜放送局   | NHK岐阜放送局   | 岐阜市       | 美濃地方 （営業は全県）             | JOOP                |                     |
| 岐阜県 |                 | NHK高山支局     | 高山市       | 飛騨地方の報道                      |                     |                     |

## 近畿
拠点局の大阪局は、「経営管理センター」、「コンテンツセンター」、「視聴者リレーションセンター」の3センター制となっており、大阪局が本部バックアップとして位置付けられていることもあり、一部部制を残す。また、大阪局を除く地方局は、「経営管理企画センター」「コンテンツセンター」の2センター制となっている。
| 府県     | 放送局・支局名  | 放送局・支局名  | 所在市区     | 管轄区域・業務                | 総合系統の 呼出符号 | 教育系統の 呼出符号 |
| -------- | --------------- | --------------- | ------------ | ----------------------------- | ------------------- | ------------------- |
| 大阪府   | NHK大阪放送局   | NHK大阪放送局   | 大阪市中央区 | 大阪府全域                    | JOBK                | JOBB                |
| 京都府   | NHK京都放送局   | NHK京都放送局   | 京都市中京区 | 京都府全域                    | JOOK                |                     |
| 兵庫県   | NHK神戸放送局   | NHK神戸放送局   | 神戸市中央区 | 南東部、淡路島 （営業は全県） | JOPP                |                     |
| 兵庫県   |                 | NHK姫路支局     | 姫路市       | 南西部、中部、北部の報道      |                     |                     |
| 和歌山県 | NHK和歌山放送局 | NHK和歌山放送局 | 和歌山市     | 和歌山県全域                  | JORP                |                     |
| 奈良県   | NHK奈良放送局   | NHK奈良放送局   | 奈良市       | 奈良県全域                    | JOUP                |                     |
| 滋賀県   | NHK大津放送局   | NHK大津放送局   | 大津市       | 滋賀県全域                    | JOQP                |                     |

## 中国
拠点局の広島局は、「経営管理センター」、「コンテンツセンター」、「視聴者リレーションセンター」の3センター制となっている。また、広島局を除く地方局は、「経営管理企画センター」「コンテンツセンター」の2センター制となっている。
| 県     | 放送局・支局名 | 放送局・支局名 | 所在市区   | 管轄区域・業務                  | 総合系統の 呼出符号 | 教育系統の 呼出符号 |
| ------ | -------------- | -------------- | ---------- | ------------------------------- | ------------------- | ------------------- |
| 広島県 | NHK広島放送局  | NHK広島放送局  | 広島市中区 | 南西部、芸北 （営業は全県）     | JOFK                | JOFB                |
| 広島県 |                | NHK福山支局    | 福山市     | 福山・尾三、備北、北東部 の報道 |                     |                     |
| 岡山県 | NHK岡山放送局  | NHK岡山放送局  | 岡山市北区 | 岡山県全域                      | JOKK                | JOKB                |
| 島根県 | NHK松江放送局  | NHK松江放送局  | 松江市     | 島根県全域                      | JOTK                | JOTB                |
| 鳥取県 | NHK鳥取放送局  | NHK鳥取放送局  | 鳥取市     | 旧因幡国 （営業は全県）         | JOLG                | JOLC                |
| 鳥取県 |                | NHK米子支局    | 米子市     | 旧伯耆国の報道                  |                     |                     |
| 山口県 | NHK山口放送局  | NHK山口放送局  | 山口市     | 下関市以外全域 （営業は全県）   | JOUG                | JOUC                |
| 山口県 |                | NHK下関支局    | 下関市     | 下関市の報道                    |                     |                     |

## 四国
四国は規模が小さいこともあり、拠点局である松山局の体制は他の拠点局とは異なり、地方局並みの「経営管理企画センター」「コンテンツセンター」の2センター制となっている。
| 県     | 放送局名      | 所在市 | 管轄区域・業務 | 総合系統の 呼出符号 | 教育系統の 呼出符号 |
| ------ | ------------- | ------ | -------------- | ------------------- | ------------------- |
| 愛媛県 | NHK松山放送局 | 松山市 | 愛媛県全域     | JOZK                | JOZB                |
| 高知県 | NHK高知放送局 | 高知市 | 高知県全域     | JORK                | JORB                |
| 徳島県 | NHK徳島放送局 | 徳島市 | 徳島県全域     | JOXK                | JOXB                |
| 香川県 | NHK高松放送局 | 高松市 | 香川県全域     | JOHP                | JOHD                |

## 九州・沖縄
拠点局の福岡局は、「経営管理センター」、「コンテンツセンター」、「視聴者リレーションセンター」の3センター制となっている。また、福岡局を除く地方局は、「経営管理企画センター」「コンテンツセンター」の2センター制となっている。
| 県       | 放送局・支局名  | 放送局・支局名  | 所在市区         | 管轄区域・業務                | 総合系統の 呼出符号 | 教育系統の 呼出符号 |
| -------- | --------------- | --------------- | ---------------- | ----------------------------- | ------------------- | ------------------- |
| 福岡県   | NHK福岡放送局   | NHK福岡放送局   | 福岡市中央区     | 福岡地区及び筑後地区          | JOLK                | JOLB                |
| 福岡県   | NHK北九州放送局 | NHK北九州放送局 | 北九州市小倉北区 | 北九州地区及び筑豊地区        | JOSK                | JOSB                |
| 熊本県   | NHK熊本放送局   | NHK熊本放送局   | 熊本市中央区     | 熊本県全域                    | JOGK                | JOGB                |
| 長崎県   | NHK長崎放送局   | NHK長崎放送局   | 長崎市           | 南西部、五島 （営業は全県）   | JOAG                | JOAC                |
| 長崎県   |                 | NHK佐世保支局   | 佐世保市         | 北部、西部、壱岐・対馬 の報道 |                     |                     |
| 鹿児島県 | NHK鹿児島放送局 | NHK鹿児島放送局 | 鹿児島市         | 鹿児島県全域                  | JOHG                | JOHC                |
| 宮崎県   | NHK宮崎放送局   | NHK宮崎放送局   | 宮崎市           | 宮崎県全域                    | JOMG                | JOMC                |
| 大分県   | NHK大分放送局   | NHK大分放送局   | 大分市           | 大分県全域                    | JOIP                | JOID                |
| 佐賀県   | NHK佐賀放送局   | NHK佐賀放送局   | 佐賀市           | 佐賀県全域                    | JOSP                | JOSD                |
| 沖縄県   | NHK沖縄放送局   | NHK沖縄放送局   | 那覇市           | 沖縄県全域                    | JOAP                | JOAD                |

## 支局再編について
14ある支局は、元は「放送局」であったが、番組制作・放送の機能がなかったことから、合理化の一環として、1988年7月22日に格下げされたものである。この際、北海道の小樽放送局と岩見沢放送局は、報道部門のみが残され「報道室」に更に格下げされた。
NHKはその後も経営見直しを進めており、支局の一部では、営業部門についてもその支局を管轄する放送局に統合されている。またNHKは、受信料収受業務の更なる合理化を求められており、2008年10月に訪問集金制度が廃止、口座振替・コンビニエンスストア窓口支払いへ一本化された。
今後の経営改革によっては、一部の支局は報道室への格下げ、または廃止を迫られることになるものとみられていた。古森重隆は経営委員長在任中、「今後職員削減を含めたリストラが検討課題となる」との見方を示している。後任の小丸成洋も、就任会見で古森路線を基本的に踏襲する方針を表明。ただ、2009年度以降の経営計画では、リストラが過度に進み過ぎた各地の放送局については増員し、本部レベルでリストラを進める方針が示されている。
上記2名在任中の会長福地茂雄はこうした大規模リストラにはやや慎重であったが、JR東海から移籍した後任の松本正之は、旧国鉄でリストラの現場最前線にいたことや東北地方太平洋沖地震（東日本大震災）、テレビ放送完全デジタル化もあって、より踏み込んだ対応に出た。その後任・籾井勝人の会長在任中の2015年度に報道室・通信部が全て廃され、これらも「支局」として位置づけられた。同時に従前支局にあった営業部門についても、業務の外注化などを進めたこともあり統合が行われ、2018年2月の浜松放送会館閉鎖を以って支局の報道拠点専業化が完了した。北海道では一時的とはいえ、放送局レベルで営業部が廃止され、札幌局に集約されている。

## 民間放送との共同キャンペーン
ここでは、2020年においてNHKの各地域放送局が新型コロナウイルス対策（熊本県を除く）などの共同キャンペーン、ならびに共同企画を民間放送各局と実施しているケースを記載する。これ以外の過去の共同キャンペーンや共同制作番組については各放送局の項目を参照。
福島県
- テレビ：NHK福島放送局・福島中央テレビ

長野県
- テレビ：NHK長野放送局・テレビ信州

富山県
- テレビ：NHK富山放送局・北日本放送・チューリップテレビ・富山テレビ放送
- ラジオ：NHK富山放送局・北日本放送（兼営）・富山エフエム放送

福井県
- テレビ：NHK福井放送局・福井放送・福井テレビジョン放送
- ラジオ：NHK福井放送局・福井放送（兼営）・福井エフエム放送・コミュニティ放送（福井街角放送・たんなん夢レディオ・敦賀FM放送）

広島県「#輪になれ広島」
- テレビ：NHK広島放送局・中国放送・広島テレビ放送・広島ホームテレビ・テレビ新広島
- ラジオ：NHK広島放送局・中国放送（兼営）・広島エフエム放送

愛媛県
- ラジオ：NHK松山放送局・南海放送・エフエム愛媛

高知県
- テレビ：NHK高知放送局・高知放送・テレビ高知・高知さんさんテレビ
- ラジオ：NHK高知放送局・高知放送（兼営）・エフエム高知

熊本県「逃げるスイッチ、オン!」
- テレビ：NHK熊本放送局・RKK熊本放送・熊本県民テレビ・熊本朝日放送・テレビ熊本

宮崎県
- テレビ：NHK宮崎放送局・宮崎放送・テレビ宮崎